# Japanische Badmintonmeisterschaft 1947
Die Japanische Badmintonmeisterschaft 1947 war die erste Austragung der nationalen Titelkämpfe im Badminton in Japan. Sie fand in Tokio statt.	

## Titelträger
| Disziplin    | Sieger                        |
| ------------ | ----------------------------- |
| Herreneinzel | Junichi Oka                   |
| Dameneinzel  | Taki Nakamura                 |
| Herrendoppel | Toshihide Hirota Mitsuo Fujii |
| Damendoppel  | Taki Nakamura Chieko Kawamata |
| Mixed        | Isao Mori (Hiroko Oka)        |

1. ↑  Laut Annual Handbook of the International Badminton Federation, London, 28. Auflage 1970, wurde 1947 keine Mixedkonkurrenz ausgetragen. Kyobado (Memento vom 28. August 2007 im Internet Archive) listet dagegen die beiden genannten Spieler, von denen die Lesung unbekannt ist.